# The Landmark (Hong Kong)

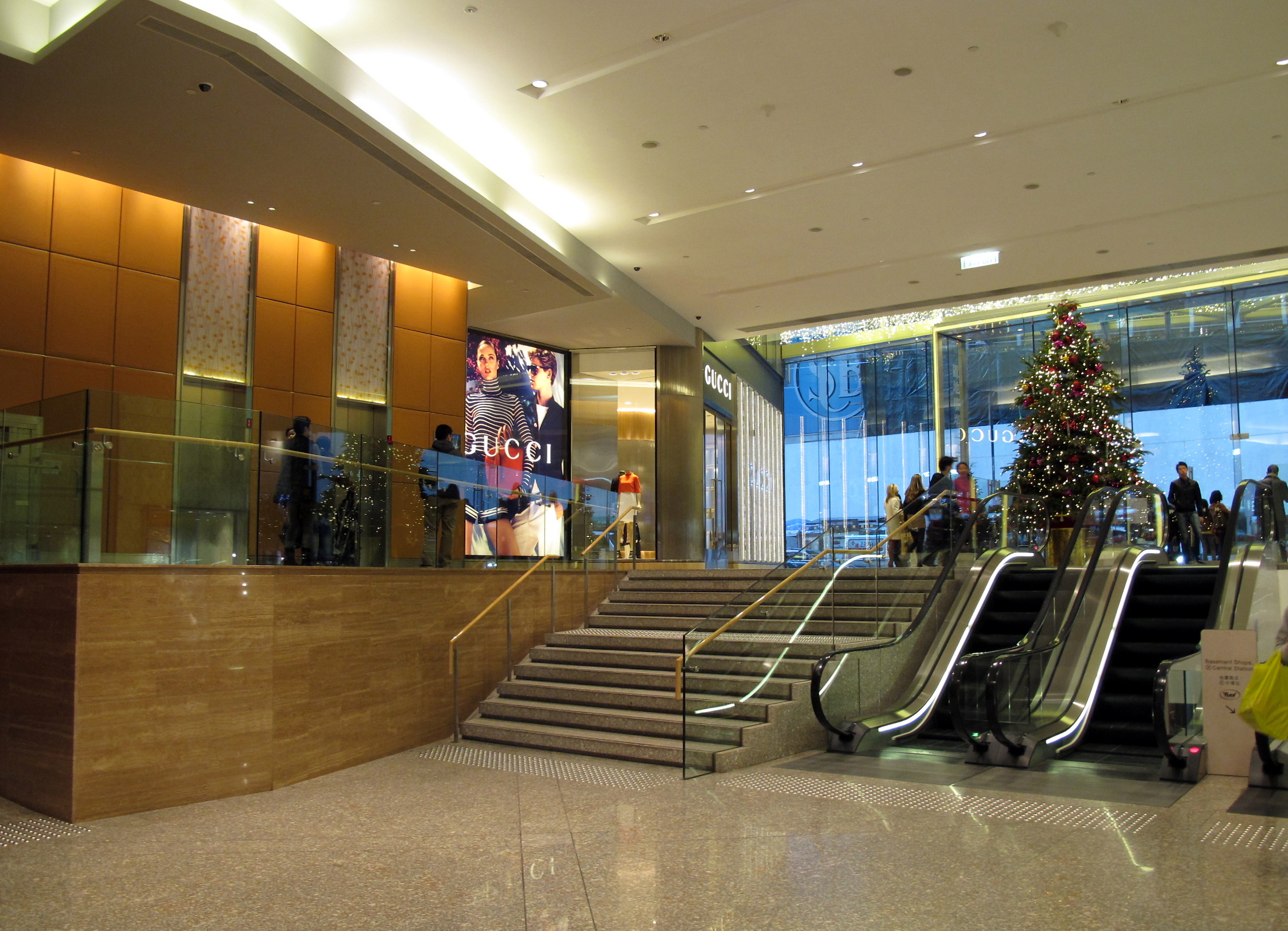
L'entrée principale de The Landmark sur Queen's Road en décembre 2011.

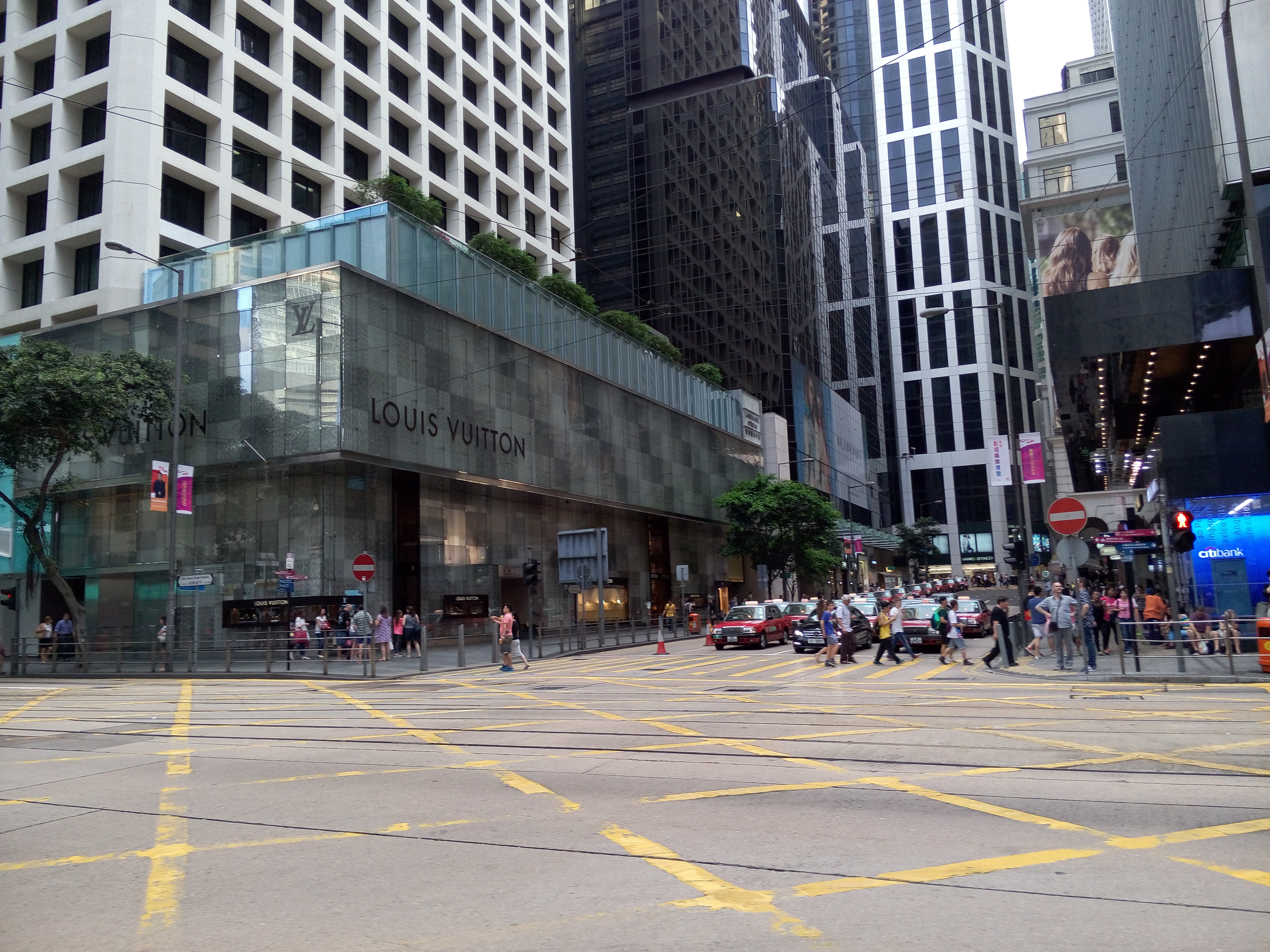
Boutique Louis Vuitton au pied de l'angle nord-est du Landmark, à l'intersection de et en avril 2015.

The Landmark (置地廣塲) est un complexe commercial de Hong Kong située dans le quartier de Central. Propriété de Hongkong Land, le complexe se compose de trois tours de bureaux, à savoir Gloucester Tower, Edinburgh Tower et York House. Sa galerie commerciale, Landmark Atrium, constitue l'élément central du centre commercial LANDMARK.
Le Landmark Mandarin Oriental Hotel est situé dans les étages inférieurs d'Edinburgh Tower et est directement relié aux étages commerciaux de Landmark Atrium.

## Histoire
Construit en partie sur le site de l'ancien Hongkong Hotel, Hongkong Land commence le développement de Landmark dans le cadre de son programme de réaménagement de Central. La première phase du projet est achevée à la fin des années 1970 et l'ensemble du projet est terminé en 1983. Le complexe consiste alors en une série de niveaux de magasins entourant un grand atrium central avec deux tours de bureaux au sommet, respectivement appelées Edinburgh Tower et Gloucester Tower, et un bâtiment annexe, connu sous le nom de Landmark East.
En 2003, une partie d'Edinburgh Tower est convertie en The Landmark Mandarin Oriental Hotel, un hôtel-boutique.

## Développement récent
En 2002, Hongkong Land annonce un plan de 1 milliard HK$ baptisé « The Landmark Scheme » destiné à rénover The Landmark. L'ensemble du projet comprend l'extension de l'atrium commercial existant au troisième et quatrième niveaux du bâtiment, l'introduction d'un grand magasin Harvey Nichols et d'un hôtel Mandarin Oriental, et le réaménagement de The Landmark East en une nouvelle tour de bureaux de 14 étages nommée York House. Le projet est achevé en octobre 2006 avec l'ouverture de cette tour. Pour étendre et améliorer les offres de boutiques du Landmark, les architectes Aedas et Kohn Pedersen Fox découpent des zones dans l'atrium existant pour plusieurs magasins phares de deux étages et ajoutent deux nouveaux étages de boutiques. Un mur de panneaux de verre pliés enveloppe l'entrée du complexe.
Début 2012, Hongkong Land lance la nouvelle marque LANDMARK pour son portefeuille de galeries commerciales de Central : The Landmark, Alexandra House, Chater House et le Prince's Building. Le complexe commercial du Landmark est par la suite renommé LANDMARK ATRIUM. Dans le même temps, The Landmark (le complexe) est lui-même rebaptisé Landmark.

## Occupants notables
The Landmark abrite de nombreux cabinets d'avocats de premier plan :
- Skadden, Arps, Slate, Meagher & Flom (42ème étage, Edinburgh Tower)[2]
- Han Kun Law Offices (en) (39ème étage, Edinburgh Tower)[3]
- Goodwin Procter (en) (38ème étage, Edinburgh Tower)[4]
- Gibson, Dunn & Crutcher (en) (32ème étage, Gloucester Tower)[5]
- Jones Day (31ème étage, Edinburgh Tower)[6]
- Squire Patton Boggs (en) (29ème étage, Edinburgh Tower)[7]
- Kirkland & Ellis (26ème étage, Gloucester Tower)[8]
- Herbert Smith Freehills (en) (23ème étage, Gloucester Tower)[9]
- Withers LLP (en) (20ème étage, Gloucester Tower)[10]
- Akin Gump Strauss Hauer & Feld (en) (18ème étage, Gloucester Tower)[11]
- Morgan, Lewis & Bockius (en) (19ème étage, Edinburgh Tower)[12]
- DLA Piper (17ème étage, Edinburgh Tower)[13]
- King & Wood Mallesons (en) (13ème étage, Gloucester Tower)[14]
- Shearman & Sterling (12ème étage, Gloucester Tower)[15]